# Osiedle Żwirowa (Siedlce)
Os. Żwirowa – osiedle w Siedlcach, leżące w południowej części miasta (w dzielnicy Taradajki). Budowę osiedla rozpoczęto w 1980. Osiedle zajmuje obszar ok. 4 ha i w całości zabudowane jest blokami (4-piętrowymi).

## Położenie
Osiedle znajduje się pomiędzy ulicami:
- Składową (od północy),
- Łukowska (od wschodu),
- Miła (od zachodu),
- Żwirowa (od południa).

Osiedle graniczy z:
- z terenami PKP (od północy),
- domami jednorodzinnymi (od południa i zachodu).

## Ważniejsze obiekty
- Miejskie Przedszkole nr 21